# Robert Aske
Pour les articles homonymes, voir Aske.
Robert Aske (1500 – 12 juillet 1537) est un avocat anglais, chef de la rébellion catholique du nord de l'Angleterre, en 1536, dont le noyau fut la ville d'York.

## Biographie
Robert Aske a l'idée et prend la tête du pèlerinage de Grâce qui a lieu courant 1536, parti de la même ville. Son objectif et celui de ses compagnons est d'arrêter la progression des réformes religieuses et politiques initiées par Henri VIII d'Angleterre sous l'influence de sa seconde épouse, Anne Boleyn, et de son secrétaire particulier, sir Thomas Cromwell, comte d'Essex et Lord du sceau privé. Ces réformes donneront plus tard l'Église anglicane, totalement indépendante de Rome, avec à sa tête le souverain anglais. Les délégués de la rébellion réclament également la restauration du catholicisme comme religion d'État, le rattachement de l'Église d'Angleterre au Saint-Siège et l'arrêt des destructions des abbayes qui ont une véritable fonction socio-économique en plus de leur fonction religieuse. 
Aske fait confiance à Henri VIII qui lui promet d’accéder à toutes les requêtes de la rébellion et l'invite par trois fois à Londres. Sir Charles Brandon, le duc de Suffolk, alors chargé dans un premier temps de parlementer avec les rebelles, le rassure sur les bonnes intentions du roi et le pousse à venir à Londres. Mais, dès son arrivée, Aske est mis aux arrêts à la tour de Londres puis exécuté par pendaison en 1537 à York pour trahison.

## Robert Aske dans la fiction

### À la télévision
- 2009-2010 : Les Tudors, série TV de Michael Hirst : Gerard McSorley (saison 3)